# فرانكلين ديلانو روزفلت (مترو باريس)
فرانكلين ديلانو روزفلت (بالفرنسية: Franklin D. Roosevelt)‏ هي محطة مترو تابعة لمترو باريس تقع في فرنسا في الدائرة الثامنة في باريس.[بحاجة لمصدر]